# Kuyualan, Gömeç
Kuyualan là một xã thuộc huyện Gömeç, tỉnh Balıkesir, Thổ Nhĩ Kỳ. Dân số thời điểm năm 2010 là 233 người.